# Cornovii

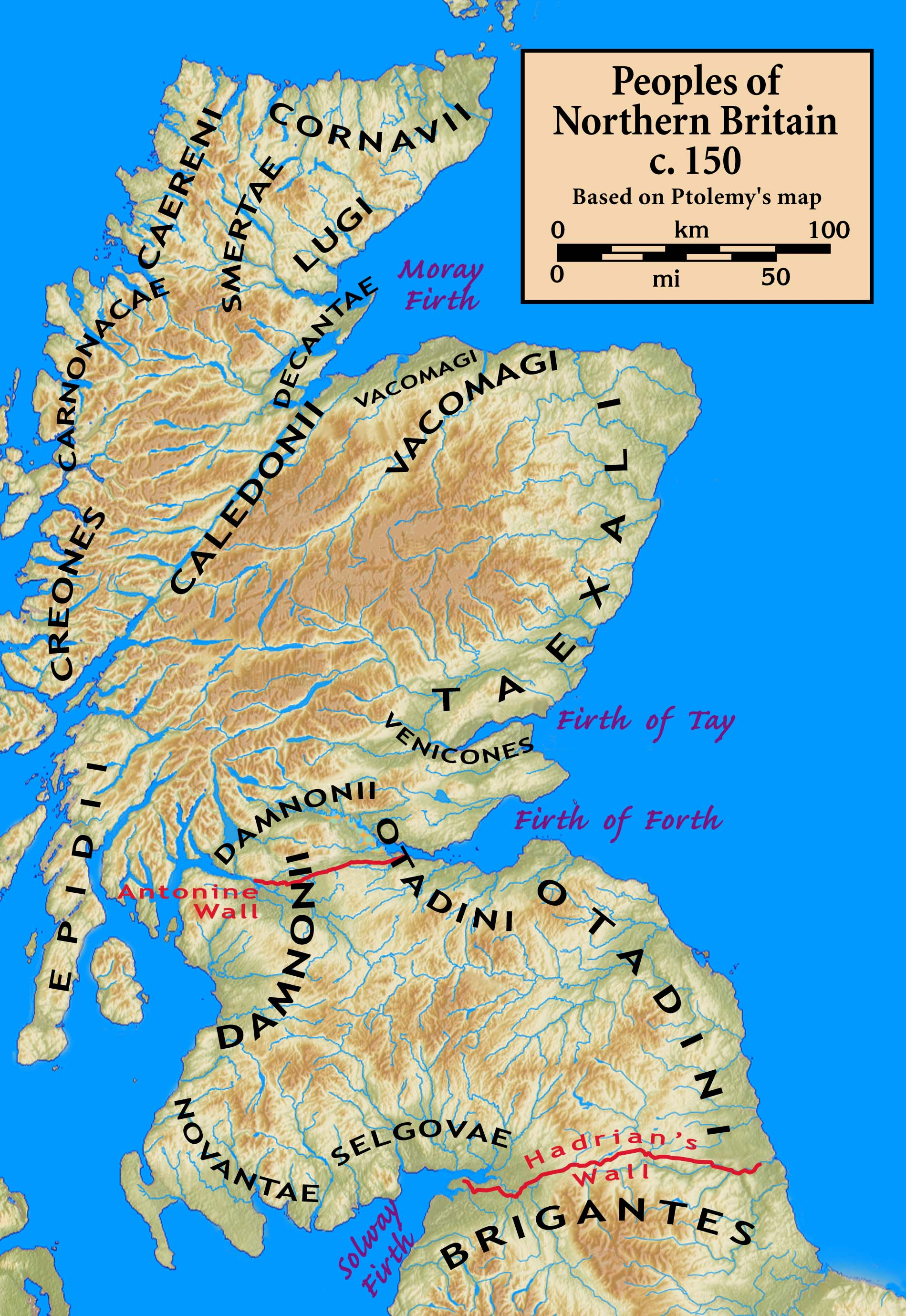
Les Cornavii écossais (au nord)

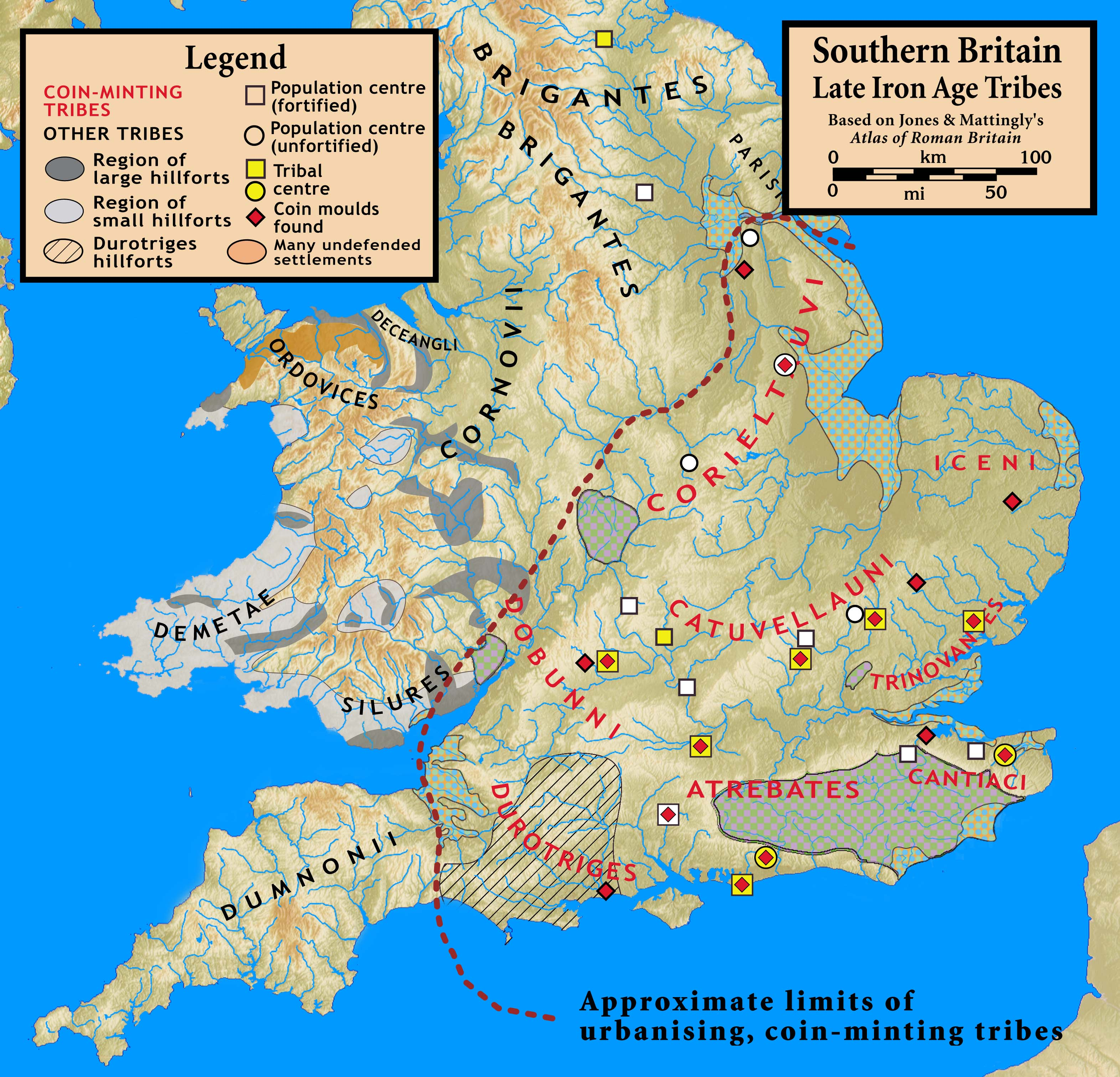
Les Cornovii des Midlands

Cornovii (connu aussi sous les graphies Cornobii, Cornavii, et  Cornabii) désigne plusieurs peuples de l’Antiquité celtique des îles Britanniques.

## Présentation
Le mot Cornovii désigne trois tribus de l'âge du fer dans l'île de la Grande Bretagne avant l'empire romain. Ces tribus faisaient partie de la province romaine de Bretagne. Une tribu était située dans les midlands (Shropshire). Une autre tribu était située dans le territoire du Caithness au nord de l'Écosse. Et la troisième était probablement située en Cornouailles. Le mot est apparu dans les sources anciennes avec différentes graphies : Cornavii, Cornabii, and Curnavii.
L'existence de la tribu Cornovii des Midlands est attestée par l'ouvrage de Claude Ptolémée, intitulé : Géographie. Dans cet ouvrage, il mentionne plusieurs localités : Deva Victrix (Chester) et Viroconium (Wroxeter) qui était leur capitale et probablement l'un des plus grands campements de l'empire romain en Grande-Bretagne. Dans ce même ouvrage, Claude Ptolémée mentionne une fois également la tribu des Cornovii du nord de l’Écosse. Quant à la tribu des Cornovii de Cornouailles, elle n'est pas mentionnée par Ptolémée. 
La Cosmographie de Ravenne fait mention d'un lieu nommé Purocoronavis, qui est considéré comme une mauvaise orthographie de durocornavis (ou durocornovium), signifiant "la forteresse des Cornovii".

## Étymologie
L'étymologie précise du mot n'est pas connue. Cependant, il est généralement admis que le mot corn vient du mot horn (corne) mais il y a désaccord quant à savoir si cela réfère ou non à la forme du territoire concerné. Victor Watts, dans son ouvrage intitulé Cambridge Dictionary of English Place-names fait dériver le mot Cornwall (Cornouailles) du mot Cornowii: "the people of the horn" (le peuple de la corne).
Malcolm Todd (en) discute cependant d'autres hypothèses. Par exemple, le mot serait une référence aux habitants d'un éperon barré. Il évoque notamment une hypothèse développée par Ann Ross en 1967, selon laquelle le mot ferait référence à un culte païen relatif à un dieu cornu, qui pourrait être lié au culte de Cernunnos, ou bien un autre dieu cornu du peuple des Brigantes.
Si la forme du territoire peut expliquer le sens étymologique du mot pour la tribu qui se trouve en Cornouailles et au nord de l’Écosse, cependant, cela n'explique en rien l'usage pour la tribu qui se trouve dans la partie centrale. Graham Webster fait référence à l'hypothèse d'Anne Ross tout en faisant remarquer que l'Abbots Bromley Horn Dance, dans le Staffordshire, a survécu à travers les âges.
Des chercheurs estiment également que le mot Corn ne signifie pas corne mais désigne l'Ouest dans les langues celtes.

## Tribus
- Cornovii (Midlands)
- Cornovii (Cornouailles) (en)
- Cornovii (Écosse) (en)